# Марко Буено
Марко Буено (ісп. Marco Bueno, нар. 31 березня 1994, Кульякан) — мексиканський футболіст, нападник клубу «Монтеррей».
Виступав, зокрема, за клуб «Пачука», а також національну збірну Мексики.

## Клубна кар'єра
Вихованець футбольної школи клубу «Пачука». Дорослу футбольну кар'єру розпочав 2011 року в основній команді того ж клубу, в якій провів три сезони, взявши участь у 27 матчах чемпіонату.
Згодом з 2011 по 2016 рік грав на правах оренди у складі команд клубів «Леон», «Естудіантес Текос», «Толука» та «Гвадалахара».
До складу клубу «Монтеррей» приєднався 2017 року, також на правах оренди. Відтоді встиг відіграти за команду з Монтеррея 3 матчі в національному чемпіонаті.

## Виступи за збірні
2010 року дебютував у складі юнацької збірної Мексики, взяв участь у 8 іграх на юнацькому рівні, відзначившись одним забитим голом.
Протягом 2011—2013 років залучався до складу молодіжної збірної Мексики. На молодіжному рівні зіграв у 7 офіційних матчах, забив 4 голи.
2016 року захищав кольори олімпійської збірної Мексики. У складі цієї команди провів 3 матчі. У складі збірної — учасник футбольного турніру на Олімпійських іграх 2016 року у Ріо-де-Жанейро.
2015 року дебютував в офіційних матчах у складі національної збірної Мексики. Наразі провів у формі головної команди країни 1 матч.

## Титули і досягнення
- Чемпіон світу з футболу серед 17-річних 1:

 Мексика: 2011
- Чемпіон молодіжного чемпіонату КОНКАКАФ 1:

 Мексика: 2013
- Переможець Ігор Центральної Америки та Карибського басейну: 2014

- Срібний призер Панамериканських ігор: 2015